# Dieter Birnbacher
Dieter Birnbacher (Dortmund, 21 novembre 1946) è un filosofo tedesco, specializzato nell'etica.

## Biografia
Dieter Birnbacher ha studiato filosofia, inglese e linguistica generale a Düsseldorf, Cambridge e Amburgo, laureandosi a Cambridge nel 1969 e conseguendo il dottorato ad Amburgo nel 1973. Dal 1973 al 1993 è stato assistente ricercatore e consigliere accademico ad Hannover e Essen. Dal 1974 al 1985 ha lavorato nel gruppo di lavoro Ambiente Società Energia dell'Università di Essen, dove nel 1988 ha conseguito l'abilitazione all'insegnamento universitario.
Nel 1993 è diventato professore di filosofia all'Università di Dortmund. Dal 1996 è docente  di filosofia all'Università di Düsseldorf, dove nel 2012 gli è stato conferito lo status di professore emerito.
Birnbacher è membro di varie associazioni filosofiche, del Comitato etico della Facoltà di medicina dell'Università di Düsseldorf e del Comitato consultivo scientifico della Fondazione Giordano Bruno. È vicepresidente della Deutsche Gesellschaft für Humanes Sterben
(Società tedesca per il morire umano) e vicepresidente della Società Schopenhauer. Dal 2004 è inoltre membro della Accademia Cesarea Leopoldina.
Nel 2012 la Facoltà di Filosofia della Westfälische Wilhelms-Universität Münster gli ha conferito un dottorato honoris causa. Nel 2016 è stato ospite del programma Leute della SWR1. Dal 2020 è membro del comitato consultivo dell'Hans-Albert-Institut.
Inoltre, è stato anche presidente del comitato etico dell'Associazione medica tedesca.

## Attività di ricerca
Gli interessi di ricerca di Birnbacher si sono focalizzati sulle seguenti aree:
- questioni metodologiche e fattuali di etica naturale: si occupa delle giustificazioni etiche per la protezione delle specie, dei doveri verso gli animali "capaci di soffrire" e dei problemi di giustificazione nell'etica naturale;
- problemi etici e antropologici fondamentali e applicativi della medicina moderna (trapianti di organi, medicina predittiva, medicina riproduttiva, eutanasia, giustizia distributiva nel sistema sanitario). Un punto focale è il ruolo della bioetica tra filosofia pratica accademica e pratica politica. Analizza anche questioni metodologiche di etica medica e di etica applicata.
- antropologia: si concentra su questioni riguardanti lo status dei qualia e il concetto di emergenza, nonché sulle teorie delle emozioni;
- Schopenhauer: in particolare, analizza la teoria dell'identità corpo-anima di Schopenhauer dalla prospettiva della moderna neurofilosofia;
- didattica della filosofia: insieme a Ekkehard Martens, Birnbacher ha supervisionato un esperimento scolastico di filosofia pratica nella Renania Settentrionale-Vestfalia. L'istituzione della filosofia pratica come materia scolastica nella Renania Settentrionale-Vestfalia è in gran parte dovuta alla sua iniziativa di Birnbacher[4].

## Scritti (selezione)

### Monografie
- Die Logik der Kriterien. Analysen zur Spätphilosophie Wittgensteins. Meiner, Hamburg 1974, ISBN 3-7873-0333-2.
- Verantwortung für zukünftige Generationen. Reclam, Stuttgart 1988, ISBN 3-15-008447-4.
- Tun und Unterlassen. Reclam, Stuttgart 1995, ISBN 3-15-009392-9.
- Analytische Einführung in die Ethik. De Gruyter, Berlin 2003, ISBN 3-11-017625-4.
- Bioethik zwischen Natur und Interesse. Mit einer Einleitung von Andreas Kuhlmann. Suhrkamp, Frankfurt/M. 2006, ISBN 3-518-29372-9.
- Natürlichkeit. De Gruyter, Berlin 2006, ISBN 978-3-11-018554-6. 2014 in englischer Übersetzung: Naturalness. Is the ’Natural’ Preferable to the ’Artificial’? University Press of America, Lanham/MD.
- Schopenhauer (= Grundwissen Philosophie). Reclam, Stuttgart 2009, ISBN 978-3-15-020327-9.
- con David Hommen: Negative Kausalität. De Gruyter, Berlin 2012, ISBN 978-3-11-029502-3.
- Klimaethik: Nach uns die Sintflut? Reclam, Stuttgart 2016, ISBN 978-3-15-011079-9.
- Tod. De Gruyter, Berlin 2017, ISBN 978-3-11-053344-6.

### Saggi
- Ökologie, Ethik und neues Handeln. Drei Leitvorstellungen eines ökologischen Umgangs mit der Natur. In: Herbert Stachowiak (Hrsg.): Pragmatik. Band 3, Meiner, Hamburg 1989, ISBN 3-7873-0731-1, S. 393–417.
- mit Wolfgang Klitzsch, Ulrich Langenberg und Utako Birgit Barnikol: Umgang mit Demenzpatienten. Gemeinsam verantwortete Entscheidungen. In: Deutsches Ärzteblatt. Band 112, 2015, S. A-514 f.

### Editoria e traduzioni
- (co-curatore con Norbert Hoerster) Texte zur Ethik. DTV,  München 1976 (13. Auflage 2007).
- John Stuart Mill: Der Utilitarismus. Übersetzung, Anmerkungen und Nachwort von Dieter Birnbacher. Reclam, Stuttgart 1976.
- (co-curatore con Klaus M. Meyer-Abich) Was braucht der Mensch um glücklich zu sein. Bedürfnisforschung und Konsumkritik. Beck, München 1979.
- (Hrsg.) Ökologie und Ethik. Reclam, Stuttgart 1980.
- (co-curatore con Armin Burkhardt) Sprachspiel und Methode. Zum Stand der Wittgenstein-Diskussion. De Gruyter, Berlin 1985.
- (Hrsg.) Schopenhauer in der Philosophie der Gegenwart. Königshausen & Neumann, Würzburg 1996.
- (Hrsg.) Ökophilosophie. Reclam, Stuttgart 1997.
- (Hrsg.) Bioethik als Tabu? Toleranz und ihre Grenzen. Lit, Münster 2000.
- (Hrsg.)  Schopenhauers Wissenschaftstheorie: Der „Satz vom Grund“. Königshausen & Neumann, Würzburg 2015.
- John Stuart Mill/Harriet Taylor Mill: Die Unterwerfung der Frauen. Übersetzung, Anmerkungen und Nachwort von Dieter Birnbacher. Reclam, Stuttgart 2020.

## Controllo di autorità
- (DE) Sito personale, su dieter-birnbacher.de.
- (DE) Strumentalizzazione e dignità umana. Commenti filosofici al dibattito sulla ricerca sugli embrioni e sulle cellule staminali (PDF), su uni-duesseldorf.de (archiviato dall'url originale il 12 settembre 2003).
- (DE) L'idea di etica ricostruttiva di Schopenhauer (con applicazioni all'etica medica moderna) (PDF), su schopenhauer.philosophie.uni-mainz.de (archiviato dall'url originale il 17 gennaio 2016).
- (DE) Video di Dieter Birnbacher come moderatore della tavola rotonda “Esperimenti sugli animali - Sulla scientificità, la necessità e l'ammissibilità etica” nell'ambito della serie di conferenze interdisciplinari sui diritti degli animali presso l'Università Ruprecht-Karls di Heidelberg, su youtube.com, 12 luglio 2006.
- (DE) Dieter Birnbacher: Natürlichkeit. In: Online-Lexikon Naturphilosophie. Universitätsbibliothek Heidelberg, Heidelberg 2019, DOI: 10.11588/oepn.2019.0.65541.